# Relations entre l'Afrique du Sud et l'Inde
Les relations entre l'Afrique du Sud et l'Inde sont les relations bilatérales de la république d'Afrique du Sud et de la république de l'Inde. Les relations diplomatiques entre les deux pays, rompues en 1966 à cause de la politique d'apartheid du gouvernement sud-africain, ont été rétablis en novembre 1993, quelques mois avant l'élection à la présidence sud-africaine de Nelson Mandela (mai 1994). Les deux pays ont depuis lors développé des liens stratégiques, culturels et économiques étroits. Les deux pays sont d'anciennes colonies britanniques et des États membres à part entière du Commonwealth des Nations en tant que républiques du Commonwealth.
L'Inde et l'Afrique du Sud partagent également un vaste partenariat énergétique. En 2010, l'Inde a importé 1,4 million de tonnes de charbon sud-africain, ce qui fait d'elle le plus gros acheteur de charbon du pays. Les liens se sont encore renforcés avec l'acceptation de l'Afrique du Sud dans le groupe BRICS en 2011.

## Contexte
Il existe une importante communauté indienne résidente en Afrique du Sud. Mohandas Karamchand Gandhi (plus connu sous le nom de Mahatma Gandhi) a commencé sa carrière politico-juridique en Afrique du Sud, en expérimentant la désobéissance civile dans les années 1890 et 1900, afin d'améliorer la qualité de vie des Indiens qui y vivent. Une statue à son effigie a été inaugurée à Pietermaritzburg.
Les Indiens ont également contribué à la lutte du Congrès national africain contre le régime d'apartheid. Le gouvernement indien a critiqué ouvertement le gouvernement sud-africain de l'époque de l'apartheid, rompant les relations diplomatiques avec l'Afrique du Sud en 1966. Le soutien de l'Inde a suscité la bonne volonté en Afrique du Sud et dans d'autres pays africains.
La ministre sud-africaine des établissements humains, Lindiwe Sisulu, a déclaré lors d'une visite à New Delhi que « l'Inde est notre plus proche allié sur le continent asiatique » et a ajouté : « Cette visite est un geste du gouvernement sud-africain pour remercier son homologue indien de toute l'aide et du soutien qu'il nous a apportés dans notre lutte pour la libération ».

## Développement des relations bilatérales
En 1966, l'Inde avait rompu ses relations commerciales et diplomatiques avec l'Afrique du Sud pour protester contre sa politique raciale d'apartheid et avait joué un rôle important aux Nations unies pour imposer des sanctions économiques contre l'Afrique du Sud. Après l'abolition des dernières lois de l'apartheid en 1991, les deux pays ont rétabli des relations diplomatiques lors de la visite en Inde du ministre sud-africain des affaires étrangères, Pik Botha, le 22 novembre 1993, concrétisés rapidement par l'ouverture d'un consulat à Johannesburg,,. Le haut-commissariat indien est par la suite ouvert à Pretoria en mai 1994, au moment de l'intronisation de Nelson Mandela à la présidence sud-africaine ,,.
Le leader sud-africain Nelson Mandela a reçu le prix Mahatma Gandhi pour la paix et a reçu la Bharat Ratna du gouvernement indien,. Les deux nations ont également encouragé les liens sportifs, l'équipe nationale indienne de cricket et l'équipe nationale sud-africaine de cricket échangeant fréquemment des visites et participant à des tournois de cricket organisés par l'un ou l'autre pays.

## Liens économiques
Le commerce bilatéral a connu une croissance exponentielle, passant de trois millions de dollars en 1992-1993 à quatre milliards de dollars en 2005-2006, et les deux gouvernements se sont fixé pour objectif d'augmenter le commerce bilatéral à douze milliards de dollars pour 2010,. Les lingots d'or constituent un tiers des importations indiennes en provenance d'Afrique du Sud, tandis que l'Inde polit et transforme les diamants provenant des mines sud-africaines. L'Afrique du Sud a encouragé la signature d'un accord de libre-échange avec l'Inde et l'Union douanière d'Afrique australe (SACU), qui comprend, outre l'Afrique du Sud, le Botswana, le Lesotho, la Namibie et le Swaziland.
Bharti Airtel devait acquérir MTN Group pour devenir l'une des plus grandes sociétés de télécommunications au monde, et a également été présentée comme une étape dans la coopération Sud-Sud. L'accord a cependant été rejeté par le gouvernement sud-africain de Jacob Zuma au motif que MTN ne serait plus aussi sud-africaine, dans un contexte de double cotation sur les bourses indiennes et sud-africaines.

## Liens militaires
L'Inde et l'Afrique du Sud ont également développé une coopération militaire, le commerce des armes et des exercices et programmes communs pour former les forces. Certains analystes ont fait valoir que s'il existe certains points communs stratégiques entre l'Inde et l'Afrique du Sud, cela ne s'est pas toujours traduit par des perspectives communes.

## IBSAS

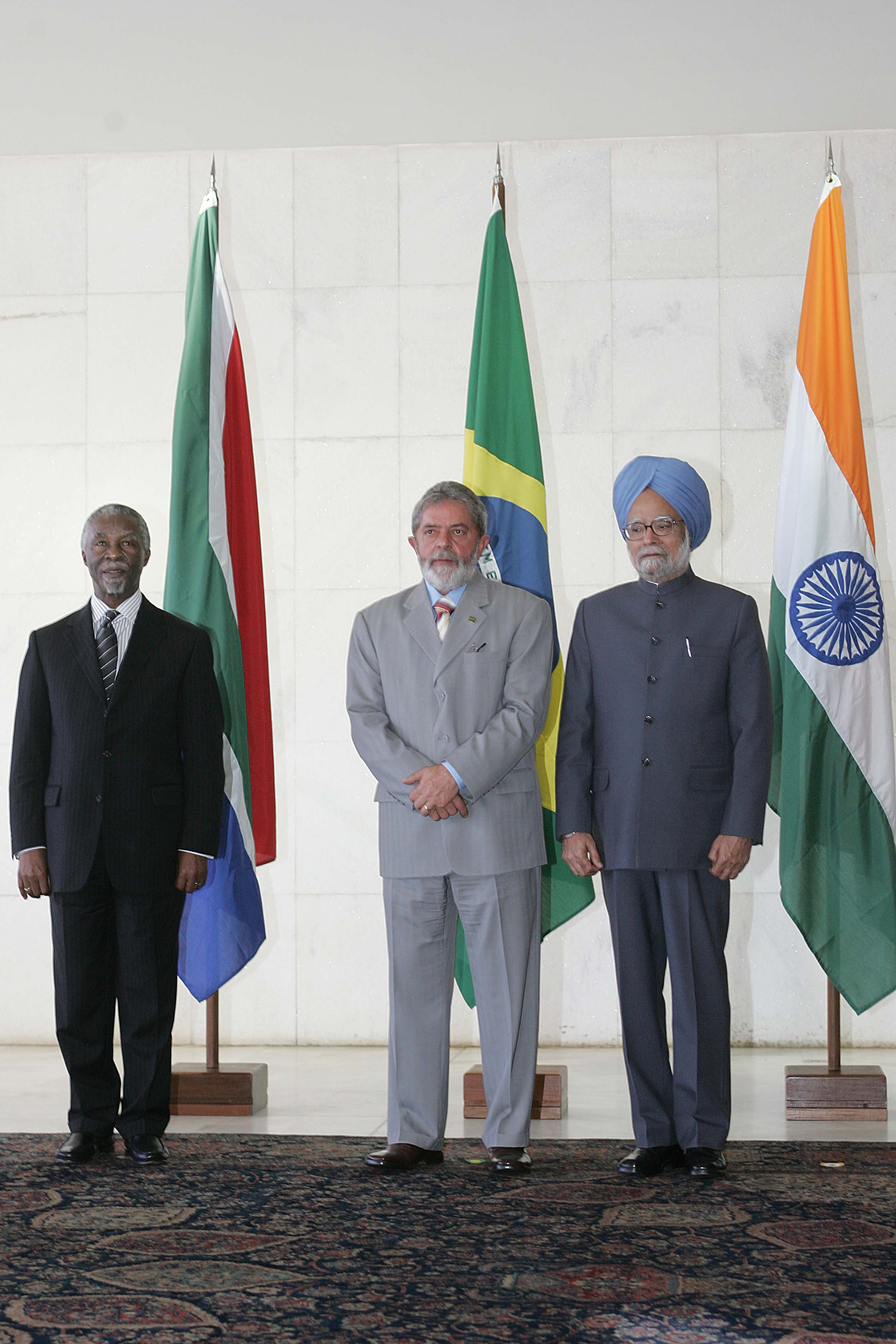
Le premier ministre indien Manmohan Singh avec le président brésilien Luiz Inácio Lula da Silva et le président sud-africain Thabo Mbeki.

Le 6 juin 2003, l'Inde et l'Afrique du Sud ont signé un accord avec le Brésil, connu sous le nom de « Déclaration de Brasilia », établissant une coopération « Sud-Sud », basée sur le principe que les trois nations sont des puissances régionales d'Asie du Sud, d'Afrique australe et d'Amérique du Sud. La déclaration appelait à une coopération tripartite étendue sur les affaires stratégiques, commerciales et culturelles, à l'élaboration d'un accord de libre-échange tripartite et à un front uni dans les négociations avec les nations occidentales au sein de l'Organisation mondiale du commerce (OMC), appelant à la réforme du Conseil de sécurité des Nations unies et soutenant la candidature de l'un et de l'autre à une adhésion permanente avec droit de veto,. Le forum de dialogue IBAS a été créé pour promouvoir la coopération et le consensus sur les questions de commerce, de lutte contre la pauvreté, de droits de propriété intellectuelle, de développement social, d'agriculture, de changement climatique, de culture, de défense, d'éducation, d'énergie, de soins de santé, de société de l'information, de science et de technologie, d'énergie nucléaire pacifique, de tourisme et de transport,. Le quatrième sommet s'est tenu à Brasilia. Les trois nations se sont engagées à porter le commerce trilatéral à quinze milliards de dollars pour 2010. Les trois pays ont également élargi leur coopération militaire et ont mené des exercices navals communs en 2008.